# August Philipp Klara
August Philipp Klara (* 11. Maijul. / 22. Mai 1790greg. in Kaiavere; † 1850 in Sankt Petersburg) war ein estnischer Maler, Graveur und Kupferstecher.

## Leben
Klara wurde im livländischen Dorf Kaiavere (deutsch Kayafer) in der Nähe von Tartu (Dorpat) geboren. Sein Vater war Kutscher auf dem örtlichen deutschbaltischen Gut.
Klara studierte von 1811 bis 1815 an der Kaiserlichen Universität Dorpat bei Karl August Senff. Von 1816 bis 1819 war er als Zeichenlehrer an der Kreisschule und am Gymnasium in Tartu tätig. 1825 zog er in die russische Hauptstadt Sankt Petersburg. Dort war er als Graveur und Kupferstecher am Hof des Zaren tätig. 1830/31 führten ihn Reisen nach München und Dresden.
Bekannt ist Klara vor allem für seine Stadtansichten von Tartu in Aquatinta. Das Album wurde 1821 veröffentlicht. 1824 erschien in Sankt Petersburg das Album „Шесть видовъ Павловска. срисованных съ натуры В. Ж. окончанныхъ и выгравированныхъ Кларою (въ Дерптъ)“ mit Kupferstichen aus der Sommerresidenz des Zaren in Pawlowsk. Klara hatte sie im Sommer des Vorjahres nach Zeichnungen des russischen Dichters und Übersetzers Wassili Schukowski angefertigt.

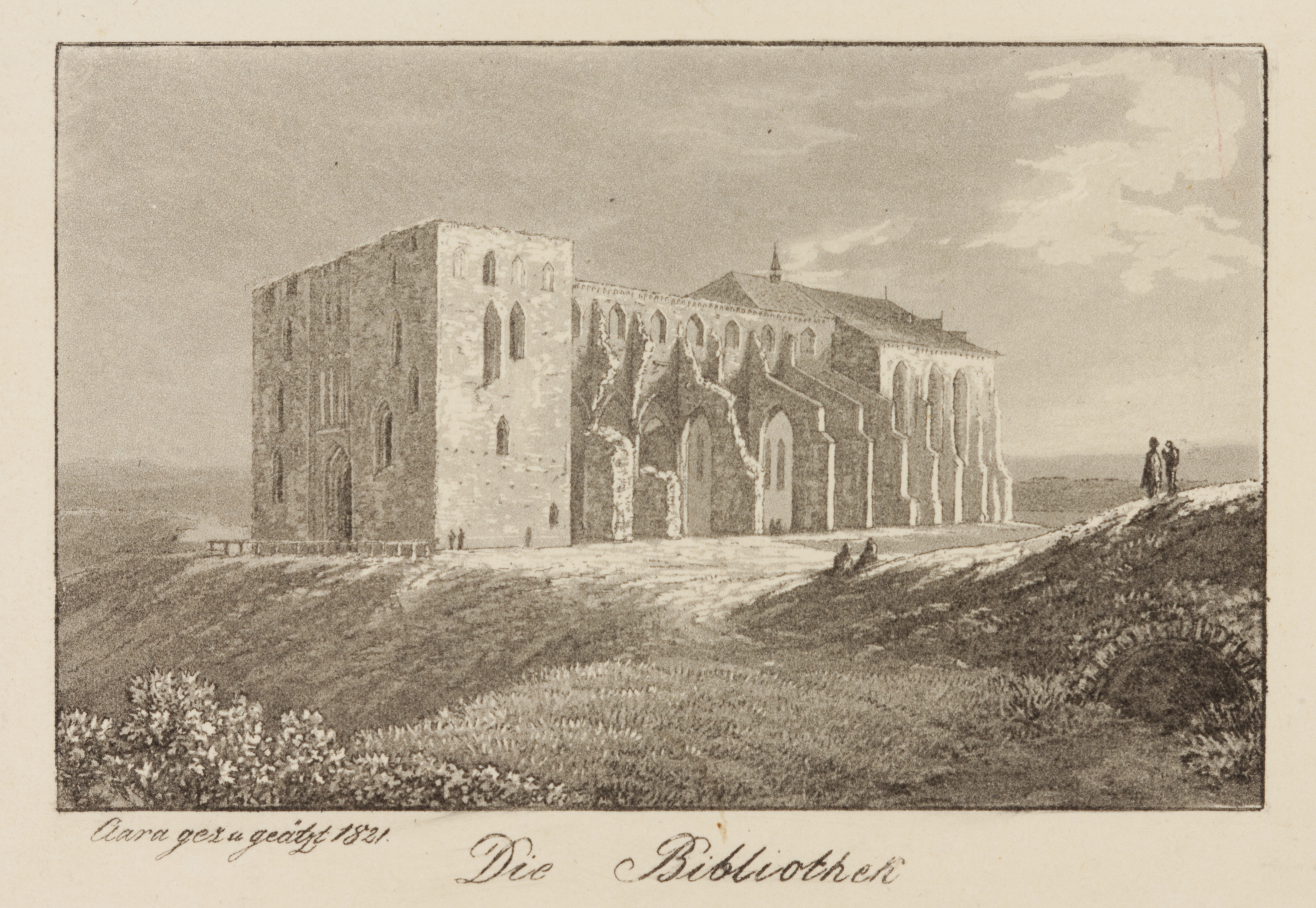
Die Bibliothek 1821
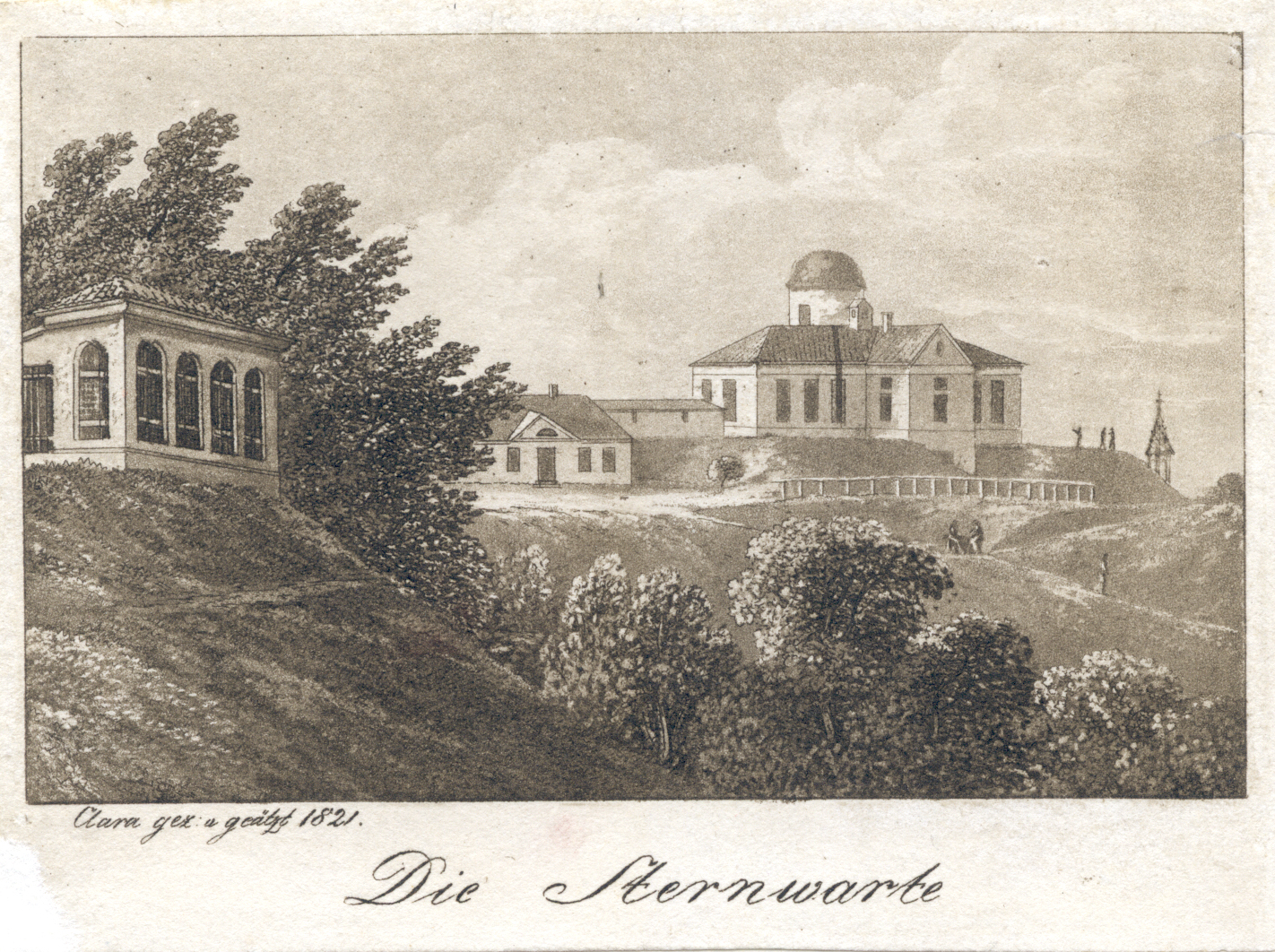
Die Sternwarte 1821